# Neuwerk
Neuwerk est une île allemande de la mer des Wadden en mer du Nord.

## Localisation
L'île de Neuwerk est située à proximité immédiate (7,5 km) de Cuxhaven (port maritime de Basse-Saxe situé à l'embouchure de l'Elbe). Administrativement, l'île est un quartier de Hamburg-Mitte, arrondissement du Land de Hambourg (ville-État) qui comprend également les îles voisines de Scharhörn et Nigehörn. Elle est distante d'environ 120 km du centre ville de Hambourg.

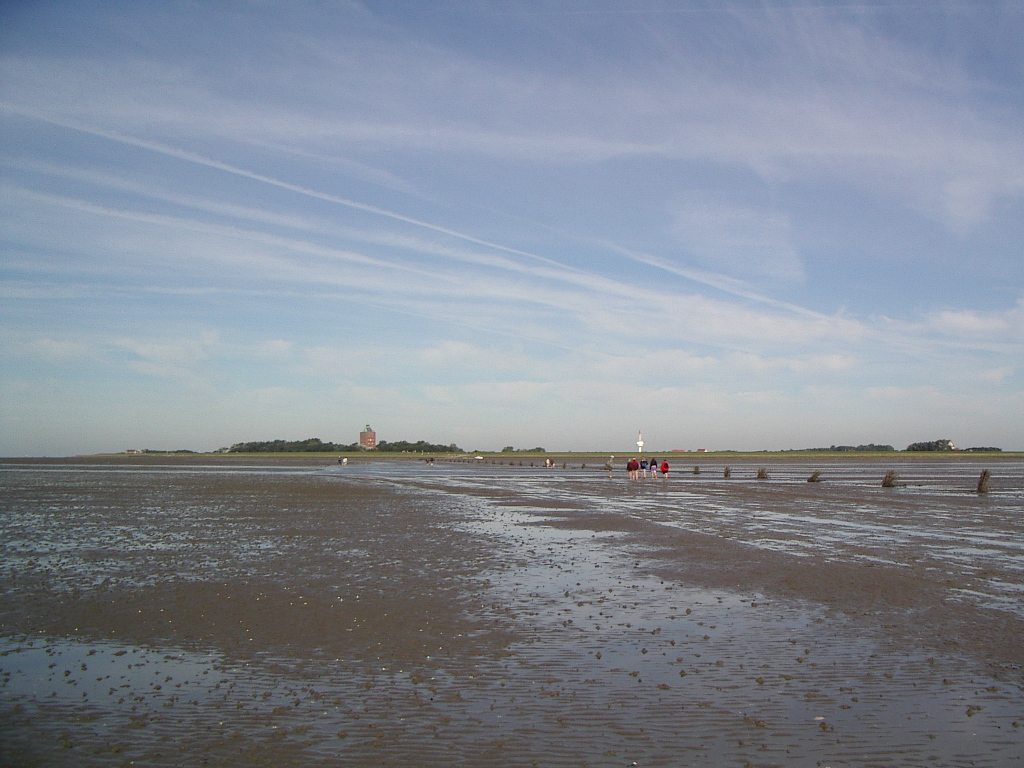
Île de Neuwerk depuis Cuxhaven.

On peut se rendre sur l'île à pied sec à marée basse. Il est important de surveiller l'heure du retour, l'eau remontant de toutes parts dans les petits canaux (Prill) qui parcourent l'étendue de vase (Watt). Des promeneurs se retrouvent régulièrement piégés au milieu de l'eau. 

La chaussée inondable est balisée par des signaux faits de brande attachée sur des perches, visible tant à marée haute qu'à marée basse. La suivre permet de ne pas se perdre sur le watt. Le parcours est renouvelé chaque année et après chaque tempête.

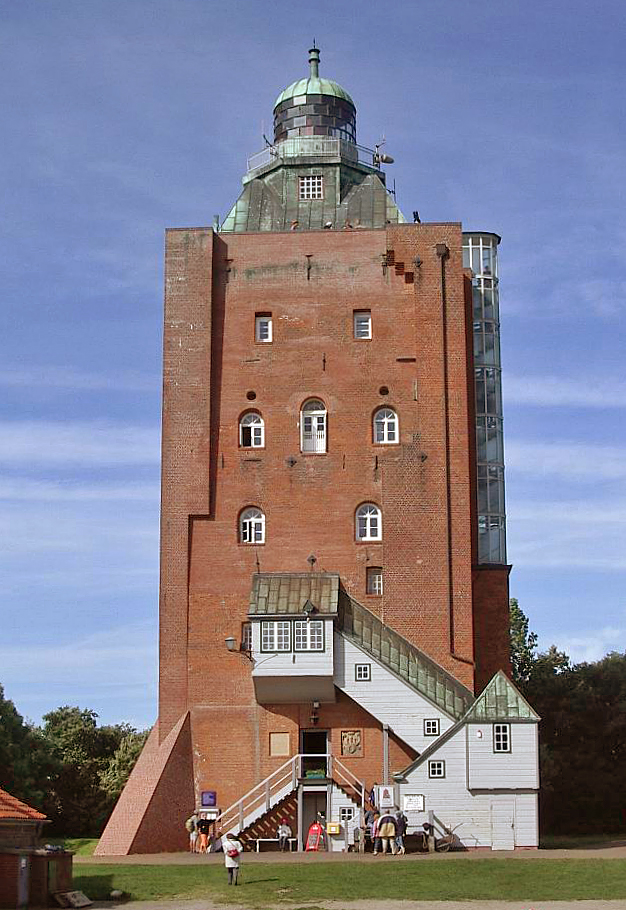
Phare de Neuwerk

## Histoire
Le premier phare a été érigé sur l'île en 1299. Le phare actuel a été construit entre 1367 et 1369, après la destruction du premier par un incendie. C'est le plus ancien bâtiment de Hambourg.